# Banda della Marranella
La Banda della Marranella è stata un'organizzazione nata dalle ceneri della Banda della Magliana che è stata capace negli anni di controllare gran parte dello spaccio riuscendo a guadagnare anche 200 000 mila euro al giorno per un totale di 70 milioni l’anno nella città di Roma.

## L'omicidio Carlino e la nascita della banda
Il 16 settembre del 1997 Francesco Carlino uccise a pugnalate Gennaro Senese, fratello di Michele Senese detto o' pazzo, boss originario di Afragola e trapiantato da decenni a Roma dove si era alleato con la Banda della Magliana. 
Per suo conto, Domenico Pagnozzi, esponente di spicco del clan omonimo, operante ed egemone tra l'Avellinese e il Beneventano e anch'esso con forti ramificazioni nella Capitale, il 10 settembre 2001, a Torvajanica, uccise il fratello di Francesco Carlino, Giuseppe "Pinocchietto" Carlino, malavitoso anche lui membro della "Banda della Marranella".
Nel giugno del 2013, Michele Senese viene tratto in arresto poiché riconosciuto mandante di quell'omicidio. Carlino fu ucciso anche per questioni di debiti economici che i Carlino avevano procurato a Senese con altre organizzazioni dedite al narcotraffico, che gli stessi Carlino non avevano mai onorato. L'uomo fu freddato da un gruppo di killer sotto la sua abitazione di Torvaianica dove stava rientrando da un permesso dal regime degli arresti domiciliari per dei reati legati al traffico internazionale di droga.
Un omicidio in stile mafioso, con il gruppo di fuoco che affiancò la vittima alla guida di una Lancia Y, a bordo di una Fiat Croma freddandolo con un revolver calibro 38 per poi far perdere le loro tracce.

## Gli avvenimenti
Anni 1989 - 1997
Gli omicidi di Rolando Tramontano, Lorenzo Sibio,  Antonio Iuliano, Vittorio Rispo, Rosanna Iannaccone, Claudio Gaglieti, Piacentino Crespi, Otello Viola, segnano l'ascesa di Salvatore "er Tartaruga" Sibio, arrestato nel 1992 nell'operazione Colosseo che decapitò la Banda della Magliana, a capo della Banda della Marranella.

### Anni 2000-2010

#### Gli assassini di Frau, Morzilli e Salomone
Il primo colpo che la banda accusò fu l'assassinio di Paolo Frau, avvenuto il 18 ottobre del 2002 nei pressi di Ostia: mentre saliva sulla sua automobile, un killer con il volto coperto dal casco integrale, lo colpì con tre spari e fuggì in moto, e il delitto rimase irrisolto.
La stessa sorte toccò poi a Umberto Morzilli, ucciso il 27 febbraio del 2008 nei pressi della sua officina a Centocelle, e ad Emidio Salomone, freddato a colpi di pistola sul litorale romano il 4 giugno 2009.

### Anni 2010-presente

#### L'arresto di Refrigeri
Il 1º marzo 2021 nell’ambito di una collaborazione tra i carabinieri, lo Scip e la Dcsan relazione all’operazione "Hispania" è stato catturato Giuseppe Refrigeri, residente in Spagna nel 2011, dove gestiva importanti traffici di stupefacenti verso l’Italia.
Nato nel 1954, originario di Isola Sacra, frazione di Fiumicino, Giuseppe Refrigeri si era rifugiato in Spagna dove, secondo quanto accertato nel corso delle indagini, gestiva traffici di importanti quantità di stupefacenti dal Marocco, e ne curava la spedizione verso l’Italia.

## Esponenti principali
- Simone Pietrocarlo
- Giuseppe Refrigeri[14]
- Fabrizio Piscitelli[15]
- Michele Settanni[16]
- Omar Ghareb[17]
- Giuseppe Carlino[18][19]
- Francesco Carlino[senza fonte][19]
- Calogero Carlino[senza fonte][19]
- Paolo Frau[senza fonte]
- Umberto Morzilli[senza fonte][19]
- Emidio Salomone[senza fonte]
- Roberto Pergola[senza fonte]
- Carmine Gallo[senza fonte]
- Francesco Marsili[senza fonte]
- Salvatore Sibio[20][21]
- Rolando  Gaglieti[22]
- Rolando Tramontano
- Danilo Sbarra
- Alessandro Saullo
- Fausto  Pellegrinetti[23]